# Décima sexta cúpula do BRICS
A Décima Sexta Cúpula Anual do BRICS 2024 foi realizada em Cazã, na Rússia, de 22 a 24 de outubro de 2024 e foi composta pelos cinco países homônimos - Brasil, Rússia, Índia, China, África do Sul -, bem como pelos novos membros: Egito, Etiópia, Irã e Emirados Árabes Unidos, que tiveram nesta edição da cúpula a sua primeira reunião.

## Participantes

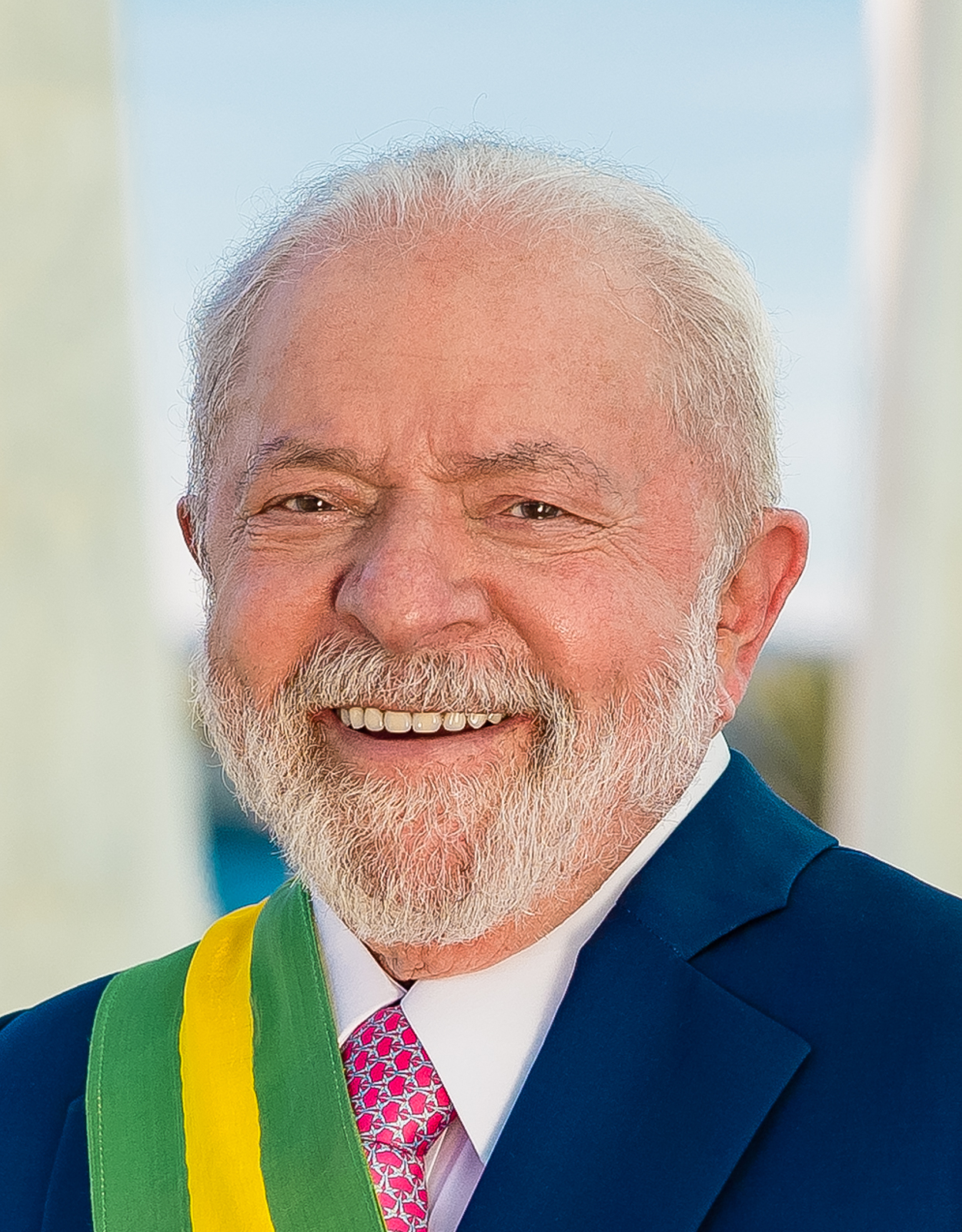
Brasil Luiz Inácio Lula da Silva, Presidente (por videoconferência)
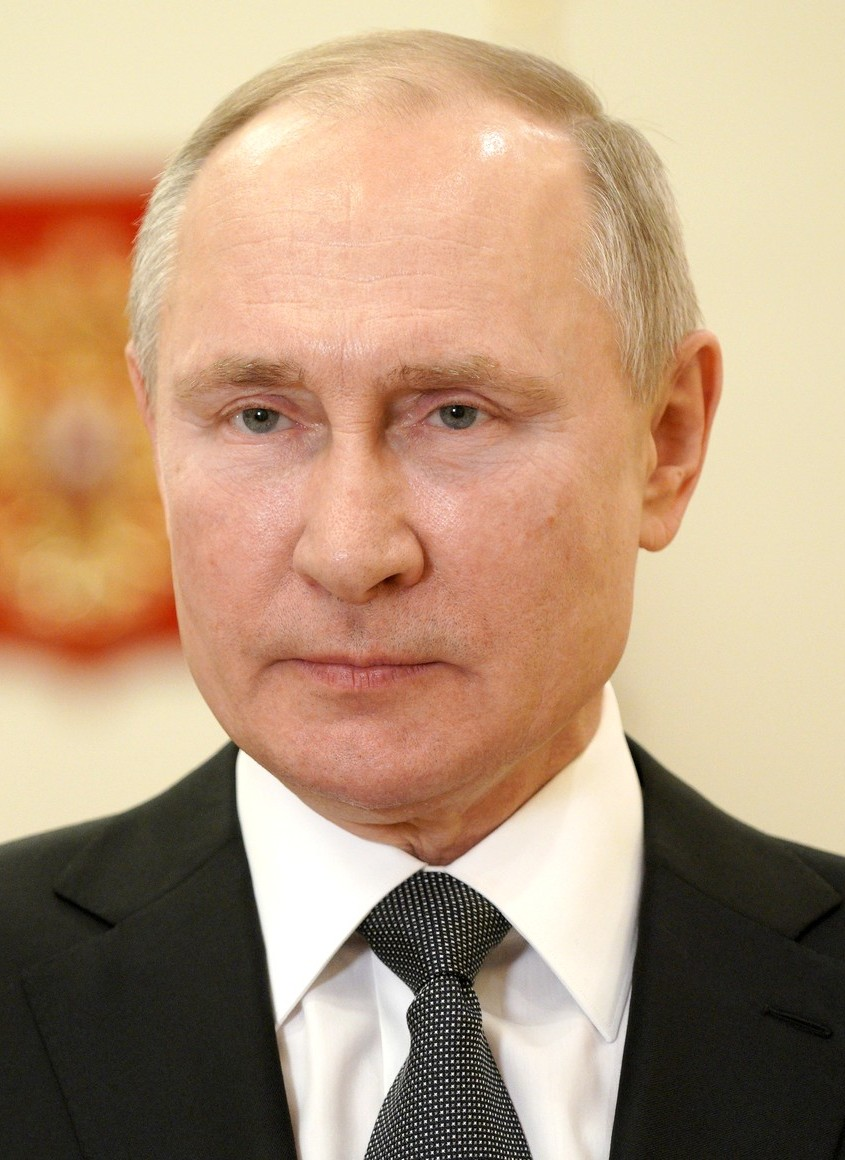
Rússia Vladimir Putin, Presidente (anfitrião)
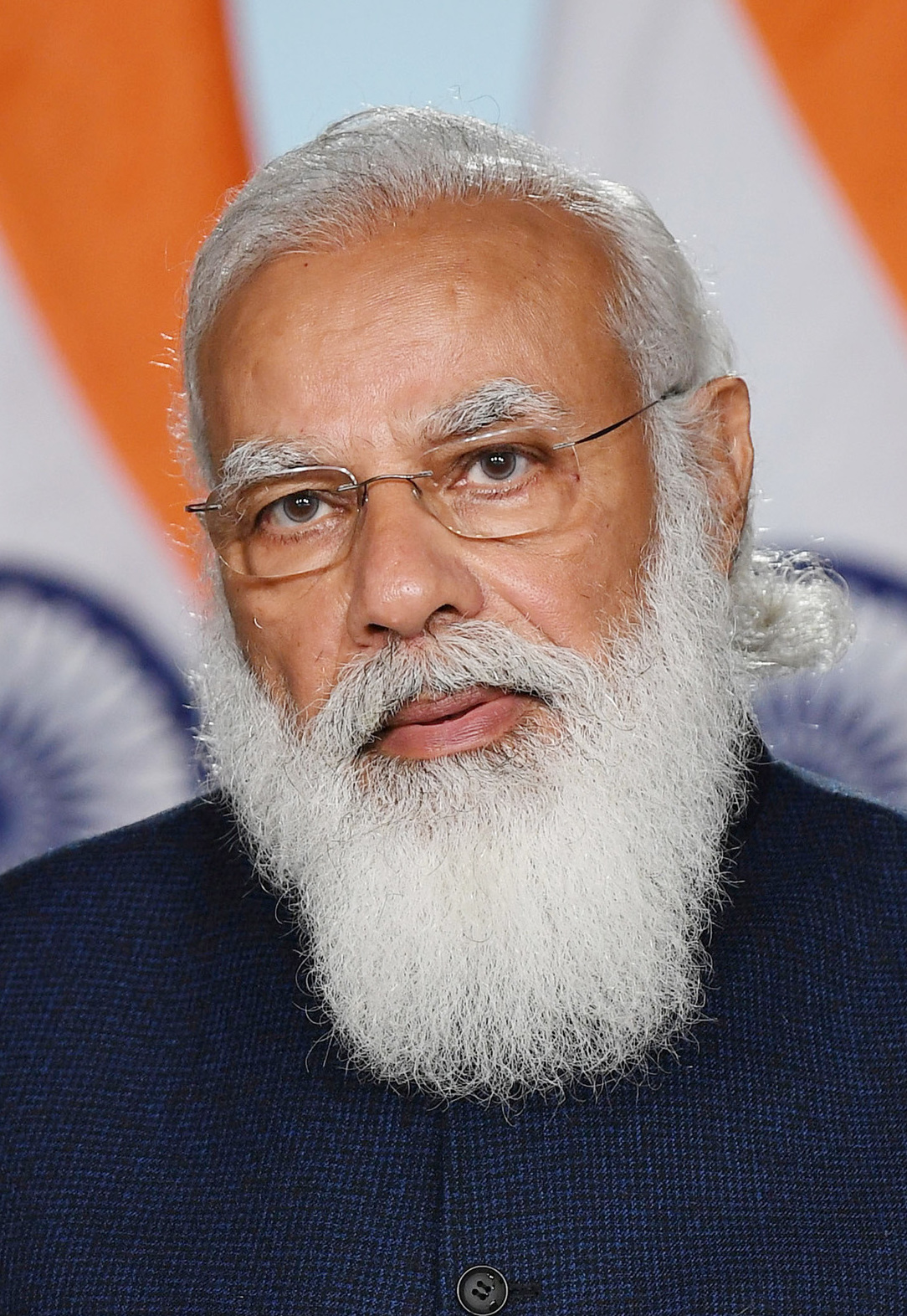
Índia Narendra Modi, Primeiro-ministro
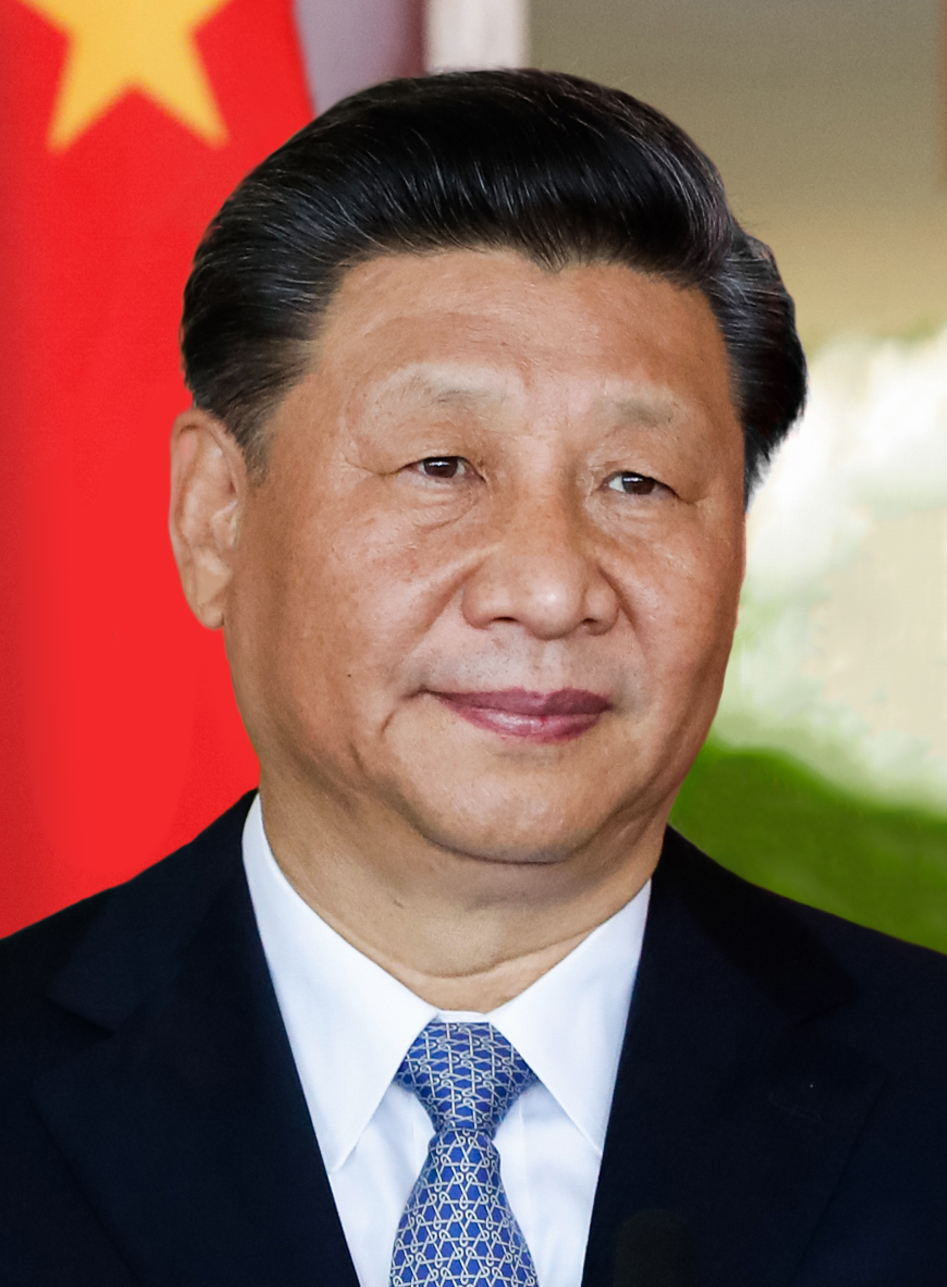
China Xi Jinping, Presidente
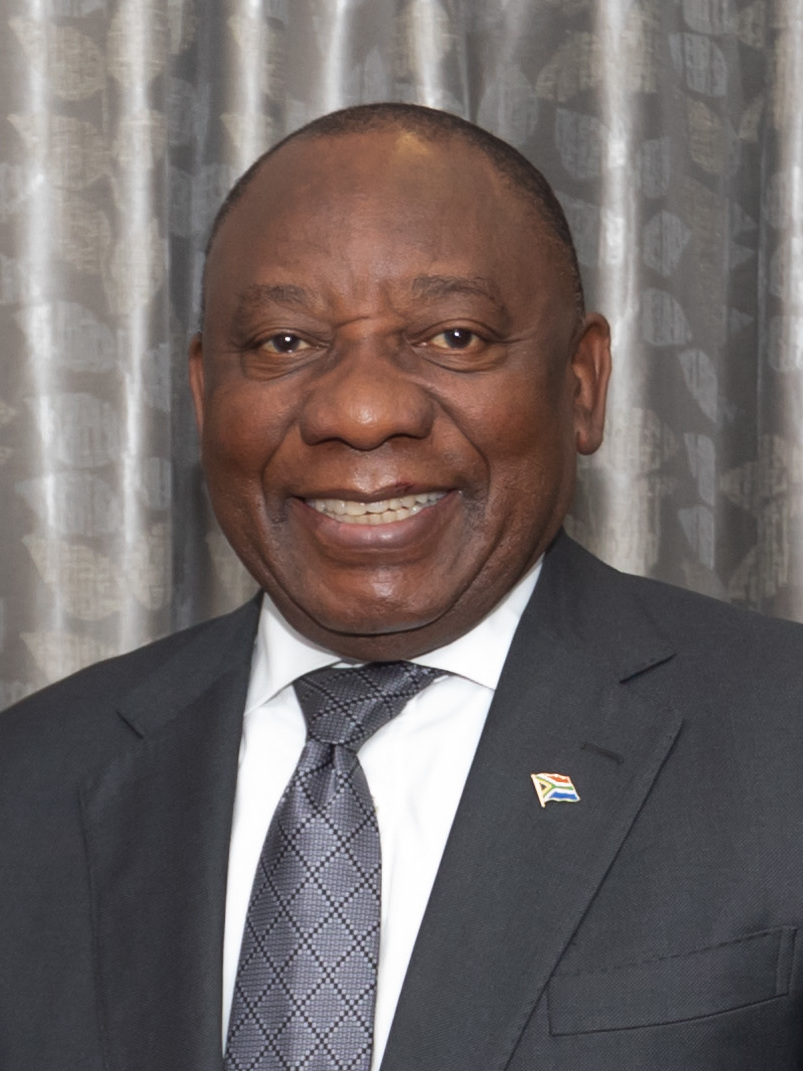
África do Sul Cyril Ramaphosa, Presidente
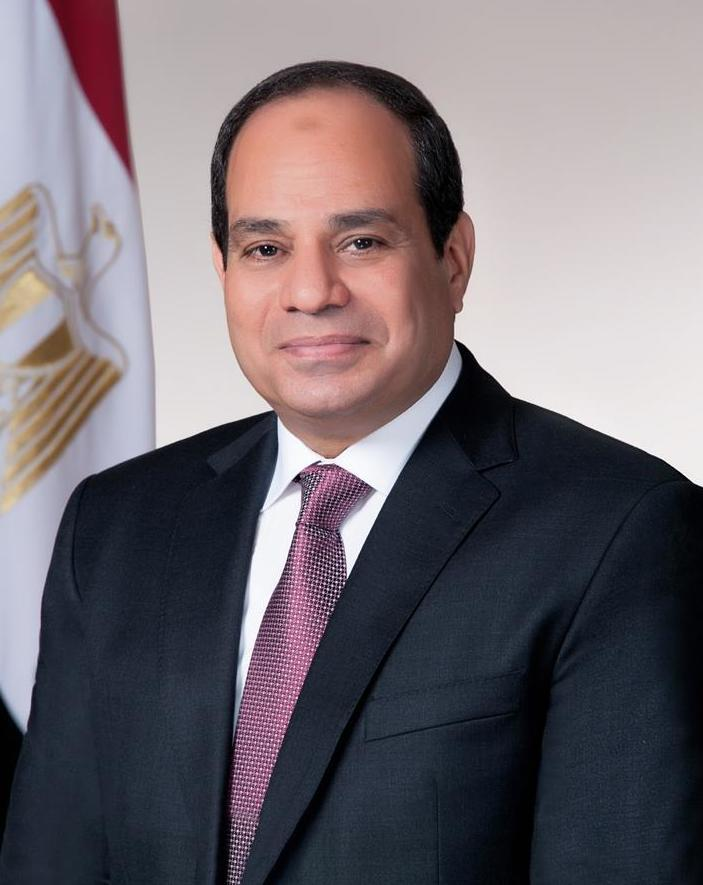
Egito Abdel Fattah El-Sisi, Presidente
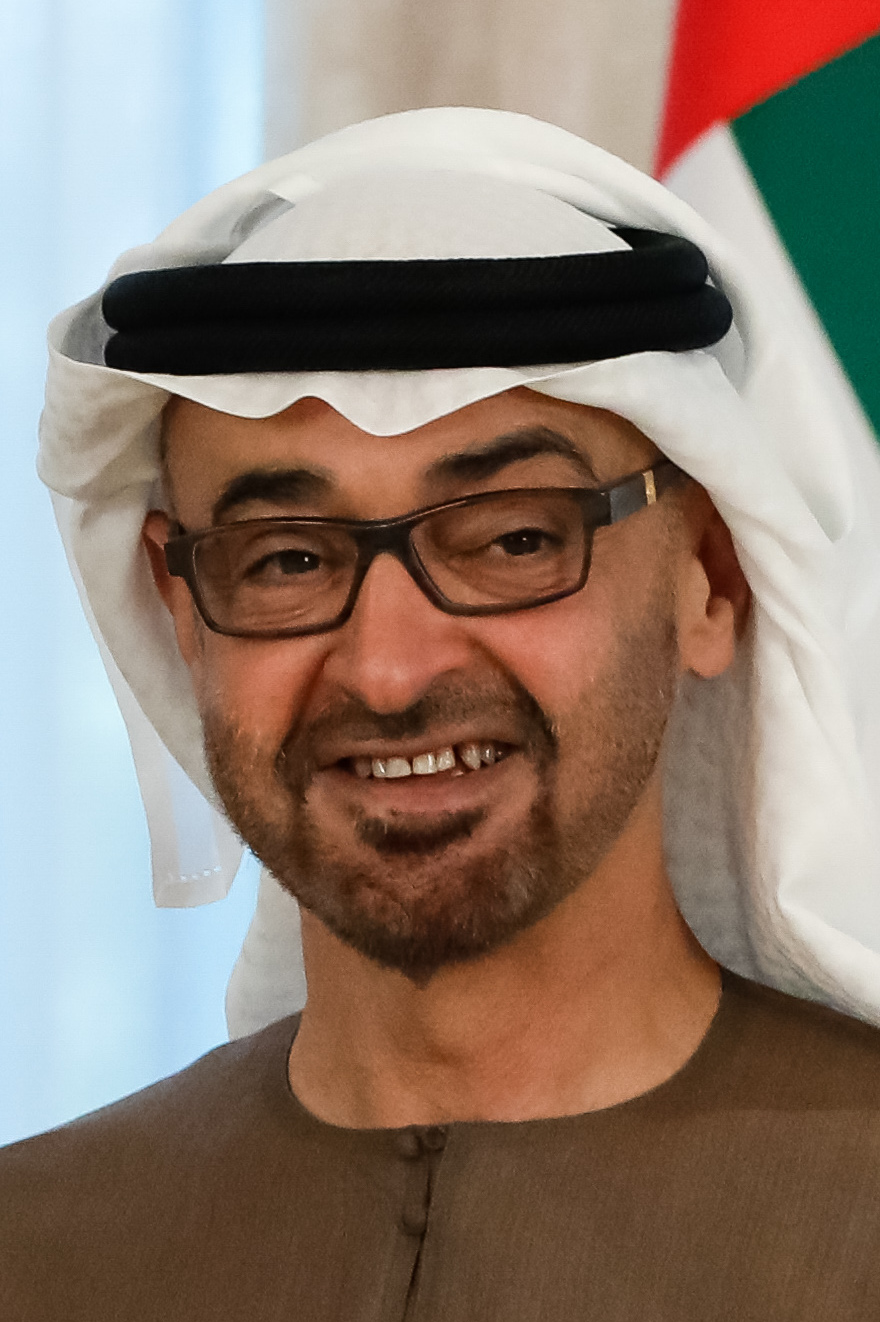
Emirados Árabes Unidos Mohammed bin Zayed Al Nahyan, Presidente
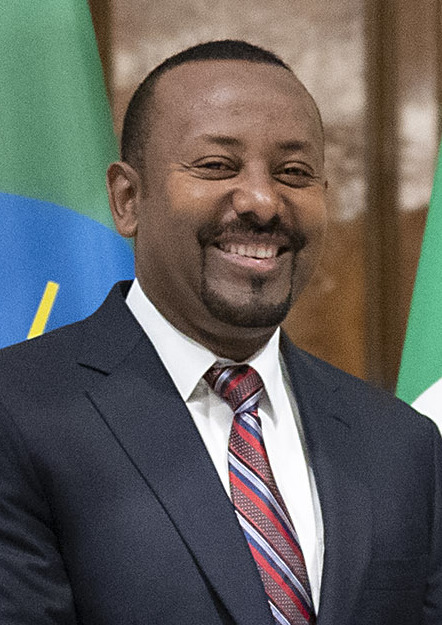
Etiópia Abiy Ahmed, Primeiro-ministro
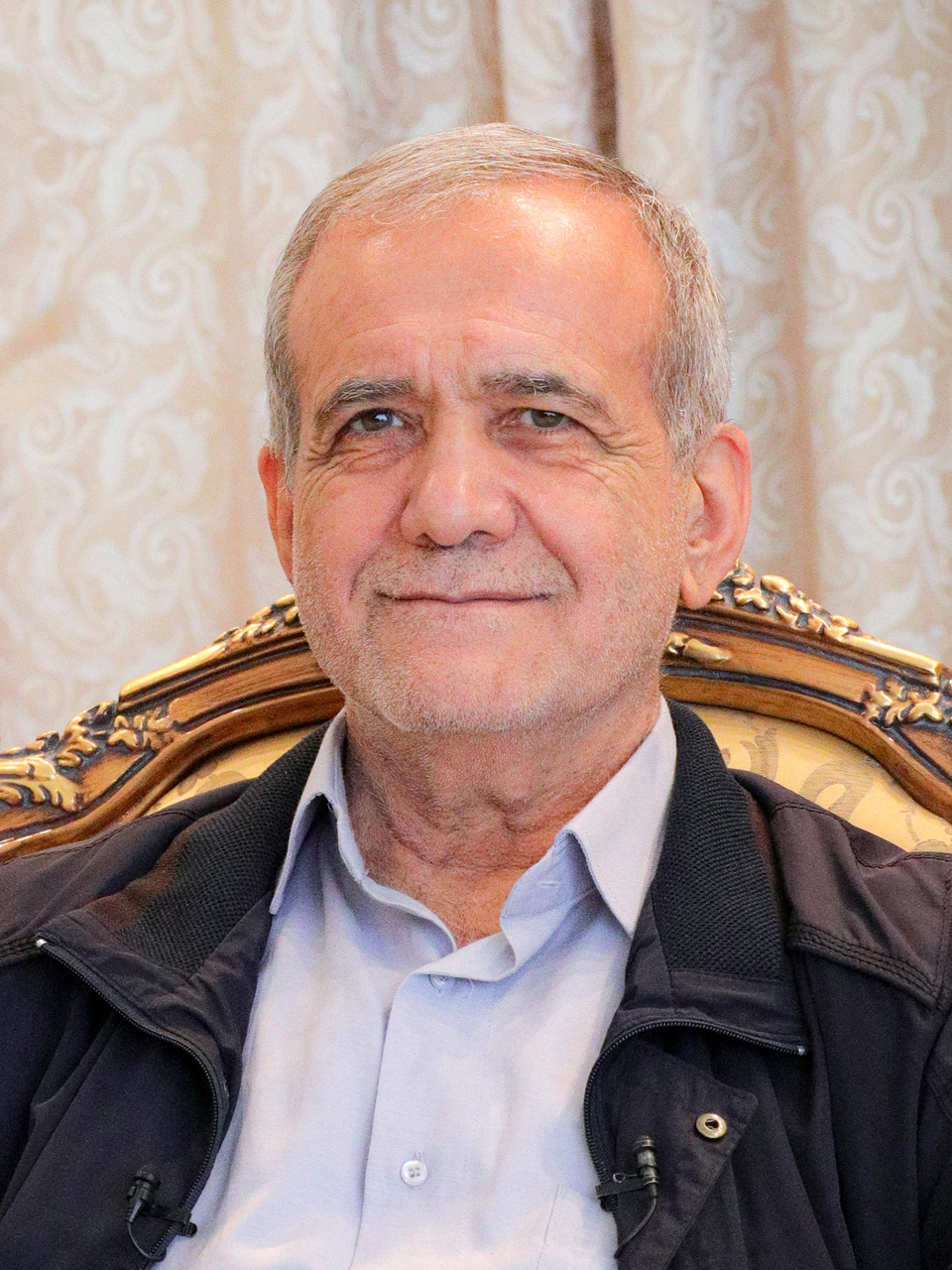
Irão Masoud Pezeshkian, Presidente

## Agenda
O país anfitrião, Rússia, espera pressionar pela desdolarização na cúpula.
Os membros do BRICS lançaram um cartão denominado BRICS Pay que serve para troca de informações financeiras entre os bancos centrais dos países aliados, que se tornará um análogo do sistema interbancário ocidental SWIFT. É um análogo do SWIFT, ou seja, garante liquidações internacionais.